# 张秀娟
张秀娟（1950年—），福建龙岩人，汉族，中华人民共和国政治人物、第十一届全国人民代表大会福建地区代表。
毕业于福建省龙岩地区师范学校。加入致公党。担任福建省龙岩市主委、龙岩市人民政府副市长。2008年起担任全国人大代表。